# لويز سميث
لويز سميث (بالإنجليزية: Louise Smith)‏ هي مهندسة أمريكية، ولدت في 31 يوليو 1916 في بارنسفيل في الولايات المتحدة، وتوفيت في 15 أبريل 2006 بسبب سرطان.